# 메르트 체틴
이을드름 메르트 체틴(튀르키예어: Yıldırım Mert Çetin, 1997년 1월 1일 ~ )는 튀르키예의 축구 선수이다. 그의 포지션은 중앙 수비수로, 현재 쉬페르리그의 MKE 앙카라귀쥐에서 활약하고 있다.

## 클럽 경력
2017년 11월 19일, 체틴은 겐츨레르비를리이 소속으로 2-1로 패한 카이세리스포르와의 쉬페르리그 경기에서 프로 데뷔전을 치렀다.
2019년 8월 16일, 그는 이탈리아 세리에 A의 로마로 이적했다. 2020년 8월 25일, 그는 완전 영입 옵션과 함께 엘라스 베로나로 1년 임대되었다.
2022년 1월 15일, 엘라스 베로나는 그가 튀르키예의 카이세리스포르로 임대되었다고 발표했다.
2022년 8월 6일, 체틴은 완전 영입 옵션과 함께 레체로 임대 이적하였다. 2023년 1월 19일, 그는 완전 영입 옵션과 함께 아다나 데미르스포르로 임대되었다.

## 국가대표팀 경력
2019년 11월 17일, 그는 안도라와의 UEFA 유로 2020 예선 경기에서 80분에 메리흐 데미랄과 교체 투입되어 튀르키예 축구 국가대표팀 데뷔전을 치렀다.